# Dvandva
Un dvandva ou dvaṃdva (sanskrit en devanāgarī : द्वन्द्व), mot composé copulatif, ou mot composé coordonné, est un mot composé dont les constituants forment une énumération virtuelle. Les dvandva sont communs dans des langues comme le sanskrit (d'où le mot est originaire, y signifiant « couple »), le chinois et le japonais.
Exemples :
- sanskrit : matara-pitara (parents, mère et père) ;
- basque : aitamak (parents, de aita  (père) + ama (mère)) ;
- chinois : 山水 shānshuǐ (paysage : de montagne(s) (山 shān) et eau(x) (水 shuǐ)) ;
- japonais : 山川 yamakawa (montagnes (山 yama) et rivières (川 kawa)) ;
- estonien : õed-vennad (frères et sœurs) ;
- français : aigre-doux, tragicomique, auteur-interprète ;
- grec : γυναικόπαιδα (femmes et enfants), etc.